# Ameenah Gurib
Bibi  Ameenah Firdaus Gurib-Fakim, född 17 oktober 1959 i Surinam i Mauritius, är en mauritisk politiker och forskare inom biologisk mångfald. Mellan 5 juni 2015 och 23 mars 2018 var hon Mauritius president. Hon var landets första valda kvinnliga president och efterträdde tillförordnade presidenten Monique Ohsan Bellepeau som även var  landets vicepresident mellan 2010 och 2016.
Gurib är utbildad vid University of Surrey och University of Exeter i Storbritannien samt vid Université Pierre-et-Marie-Curie i Paris där hon doktorerade i organisk kemi.